# Ayerst Pharmaceuticals
Ayerst Pharmaceuticals var ett kanadensiskt läkemedelsföretag med huvudkontor i Montréal.
Företaget grundades 1925 som Ayerst, McKenna & Harrison Ltd. De tillverkade läkemedel från 1942 i en nyuppförd fabriksbyggnad vid dåvarande Nord Road (numera Marcel-Laurin Boulevard) i stadsdelen Saint-Laurent. Företaget tillverkade bland annat penicillin, östrogen samt biologiska och bakteriella preparat.
År 1983 flyttade Ayersts forskningsverksamhet från Kanada till Princeton i New Jersey i USA med hänvisning till att kanadensisk patentlagstiftning inte erbjöd tillräckligt skydd jämfört med amerikansk patentlagstiftning. 
År 1987 slogs Ayerst Pharmaceutical ihop med de två läkemedelsdivisionerna inom American Home Products till Wyeth-Ayers Laboratories med säte i USA. Namnet ändrades till Wyeth 2002. Wyeth köptes av Pfizer 2009.

## Premarin
Premarin, det idag i USA vanligaste östrogenpreparatet för östrogenbehandling, utvecklades av Ayerts, McKenna & Harrison i Kanada och marknadsfördes från 1941 och i USA från 1942. Premarin tillverkas idag av Pfizer.

## Rapamycin
Under den kanadensiska Medical Expedition to Easter Island till Påskön 1963-1964 samlade bakteriologen Georges Nógrády på Université de Montréal systematiskt in jordprover från hela Påskön. Han fann i ett jordprov från en ruta i Vai Atare-regionen en stam av bakterien Streptomyces hygroscopicus, som utsöndrade en okänd substans. Georges Nógrádys prover överlämnades 1969 till Ayerst Pharmaceuticals. Där isolerades 1972 den av Streptomyces hydroscopicus producerade substansen av Claude Vézina och Surendra Sehgal, vilka gav den gav namnet rapamycin efter namnet på Påskön, Rapa Nui, på det lokala språket rapa nui. Rapamycin påvisades ha effekt på svampinfektioner i studier av dem publicerade 1975. Det har senare visat sig vara immunhämmande och användbar vid njurtransplantationer och behandling av autoimmuna sjukdomar.
Rapamycin, då ägt av Wyeth-Ayert Pharmaceuticals, godkändes 1999 av Food and Drug Administration i USA som immunhämmande läkemedel för att förhindra avstötning vid njurtransplantationer. Det har senare också väckt stort intresse för användning inom andra områden, och omfattande forskning om rapamycin bedrivs fortfarande på 2020-talet.